# Kerkgebouw Gereformeerde Gemeenten (Axel)

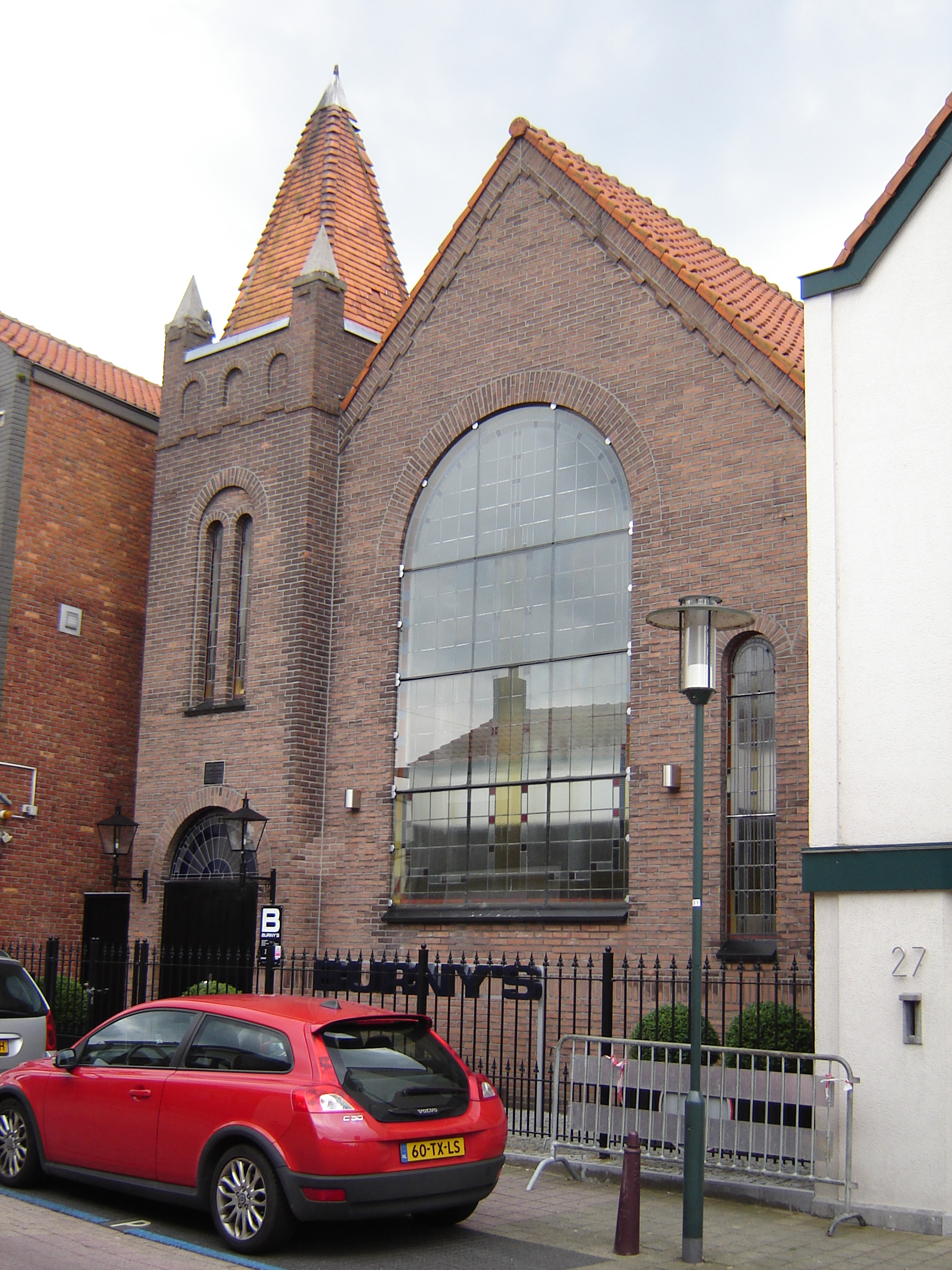
Kerk van de Gereformeerde Gemeente

De Kerk van de Gereformeerde Gemeenten is een voormalig kerkgebouw in de tot de Zeeuwse gemeente Terneuzen behorende plaats Axel, gelegen aan Weststraat 25.

## Geschiedenis
In 1861 werd (een voorloper van) deze kerkelijke gemeente gesticht en in dit jaar betrok die een kerkgebouw aan de Weststraat. Het gebouw werd echter in 1936 vervangen door het huidige. Het kerkje, dat bekend stond als het Bakkerskerkje, werd in 1969 nog verbouwd, maar de kerkelijke gemeente werd uiteindelijk opgeheven en in 2003 werd het kerkje buiten gebruik gesteld en verkocht. Sindsdien herbergt het een kapsalon.

## Gebouw
Het betreft een bakstenen zaalkerk onder zadeldak, met een lage naastgebouwde toren die gedekt wordt door een tentdak.
Het gebouw is geklasseerd als gemeentelijk monument.